# Cal Carnisser (el Pla del Penedès)
Cal Carnisser és una obra del Pla del Penedès (Alt Penedès) inclosa a l'Inventari del Patrimoni Arquitectònic de Catalunya.

## Descripció
Edifici de tres plantes. La planta baixa presenta dues portes d'accés més l'entrada al garatge. Al primer pis trobem dues finestres d'arc escarser amb balconera de ferro forjat i al pis superior s'aprecien dos conjunts de finestres triples amb barana de ferro forjat. Són característiques per la seva forma lobulada.

## Història
Es tracta de diversos habitatges distribuïts a l'interior del nucli urbà del Pla del Penedès. Són edificis interessants principalment per la seva composició de façana. Es poden veure elements d'arquitectura "culta" amb la utilització del llenguatge de l'eclecticisme en convivència amb detalls de l'arquitectura popular. En general aquests edificis configuren l'eixample dels segles XIX i XX.